# James Whitfield
James Whitfield (ur. 3 listopada 1770 w Liverpoolu w Wielkiej Brytanii, zm. 19 października 1834) – amerykański duchowny katolicki pochodzenia brytyjskiego, arcybiskup metropolita Baltimore w latach 1828–1834.
Urodzony w rodzinie Jamesa i Ann. Po śmierci ojca w 1787 udał się wraz ze schorowaną matką do Włoch w nadziei, że ciepły klimat będzie lepszy dla jej zdrowia. Podczas powrotu do Anglii został zatrzymany w Lyonie. Tam rozpoczął studia teologiczne pod kierunkiem o. Ambrose Maréchala. Święcenia kapłańskie otrzymał 24 lipca 1809 z rąk ordynariusza Grenoble Claude Simona. Niedługo później zmarła jego matka i ks. Whitfield powrócił do rodzinnej Anglii, gdzie został proboszczem w Little Crosby. Na zaproszenie swego dawnego wykładowcy, który był wówczas arcybiskupem Baltimore, wyjechał na kontynent amerykański i we wrześniu 1817 dotarł do Marylandu. Pracował jako wikariusz, a następnie rektor miejscowej katedry metropolitalnej. Od 1818 wikariusz generalny archidiecezji baltimorskiej.
8 stycznia 1828 otrzymał nominację na koadiutora abpa Marechala ze stolicą tytularną Apollonia. Jego zwierzchnik zmarł jednak trzy tygodnie później, sakrę biskupią otrzymał więc już jako arcybiskup metropolita Baltimore. Sakry udzielił mu bp Benedict Joseph Flaget PSS z Bardstown. W latach 1828–1834 był jednocześnie administratorem apostolskim diecezji Richmond. 4 października 1829 otrzymał paliusz, był to jednocześnie dzień otwarcia pierwszego Baltimorskiego Synodu Prowincjonalnego. Owocem prac synodalnych były dekrety, które stały się podstawą dla późniejszych praw dla Kościoła amerykańskiego. W owym czasie do archidiecezji baltimorskiej należało 87 tys. wiernych i 52 kapłanów. W 1831 zwołał synod dla miejscowego duchowieństwa a w 1833 odbył się drugi Synod Prowincjonalny. Whitfield znany był ze swego zaangażowania na rzecz Afroamerykanów, których uważał za dobry materiał na katolików, jednak liczba misjonarzy była zbyt mała by wysłać ich do pracy wśród czarnych społeczności. Ze względu na stan zdrowia od 4 marca 1834 posiadał koadiutora, którym został niespełna 33-letni o. Samuel Eccleston PSS. Na miesiąc przed śmiercią osobiście udzielił mu sakry biskupiej.